# Gal Gadot
Gal Gadot (Hebreeuws: גל גדות) (Petach Tikwa, 30 april 1985) is een Israëlisch fotomodel en actrice. Zij is vooral bekend van haar hoofdrol in Wonder Woman.

## Biografie
Gadot won de titel van Miss Israël in 2004 en vertegenwoordigde Israël tijdens de Miss Universe-verkiezing van 2004. Tijdens haar militaire dienstplicht van twee jaar werkte ze als sportinstructeur; ook was ze te zien in een fotoreportage met Israëlische vrouwelijke militairen. Gadot ging vervolgens rechten studeren in Herzliya, maar bleef ook aan de slag als fotomodel en ging auditeren voor filmrollen.

### Actrice
Na de Israëlische televisieserie Bubot stopte Gadot met haar studie. Internationaal werd ze bekend als actrice door haar rol als Gisele Yashar in de actiefilms Fast & Furious 4 (de vierde film in de gelijknamige reeks) en de vervolgen Fast Five en Fast & Furious 6. Ze speelde ook bijrollen in andere films.
Tegelijk verscheen ze als fotomodel in veel advertenties en op de voorzijde van tijdschriften. In 2015 werd ze het nieuwe gezicht van de damesparfums van Gucci.
In 2016 was ze te zien op het witte doek als de superheldin Wonder Woman in de film Batman v Superman: Dawn of Justice – een rol die veel vechtsportkunsten vereiste – en een jaar later in dezelfde rol in Wonder Woman en in Justice League. Stunts heeft ze in veel films zelf gedaan.
In 2025 kreeg Gadot een ster op de Hollywood Walk of Fame.

## Privé
Gadot is getrouwd en is moeder van vier dochters.

## Filmografie
| Jaar | Titel                              | Rol                         | Opmerkingen    |
| ---- | ---------------------------------- | --------------------------- | -------------- |
| 2007 | Bubot                              | Miriam "Merry" Elkayam      | televisieserie |
| 2009 | Fast & Furious                     | Gisele Yashar               |                |
| 2009 | Entourage                          | Lisa                        | televisieserie |
| 2009 | The Beautiful Life                 | Olivia                      | televisieserie |
| 2010 | Date Night                         | Natanya                     |                |
| 2010 | Knight and Day                     | Naomi                       |                |
| 2011 | Fast Five                          | Gisele Yashar               |                |
| 2011 | Asfur                              | Kika                        | televisieserie |
| 2012 | Kathmandu                          | Yamit                       | televisieserie |
| 2013 | Fast & Furious 6                   | Gisele Yashar               |                |
| 2014 | Kicking Out Shoshana               | Mirit Ben Hatush            |                |
| 2016 | Triple 9                           | Elena Vlaslov               |                |
| 2016 | Batman v Superman: Dawn of Justice | Diana Prince / Wonder Woman |                |
| 2016 | Criminal                           | Jill Pope                   |                |
| 2016 | Keeping Up with the Joneses        | Natalie Jones               |                |
| 2017 | Wonder Woman                       | Diana Prince / Wonder Woman |                |
| 2017 | Justice League                     | Diana Prince / Wonder Woman |                |
| 2018 | Ralph Breaks the Internet          | Shank                       | Stem           |
| 2020 | Wonder Woman 1984                  | Diana Prince / Wonder Woman |                |
| 2021 | Zack Snyder's Justice League       | Diana Prince / Wonder Woman |                |
| 2021 | Red Notice                         | The Bishop                  |                |
| 2022 | Death on the Nile                  | Linnet Ridgeway-Doyle       |                |
| 2023 | Shazam! Fury of the Gods           | Diana Prince / Wonder Woman | cameo          |
| 2023 | Fast X                             | Gisele Yashar               | cameo          |
| 2023 | The Flash                          | Diana Prince / Wonder Woman | cameo          |
| 2023 | Heart of Stone                     | Rachel Stone                | ook producer   |
| 2025 | Snow White                         | Evil Queen                  |                |